# Légéville-et-Bonfays
Légéville-et-Bonfays é uma comuna francesa na região administrativa do Grande Leste, no departamento de Vosges. Estende-se por uma área de 5.21 km². Em 2010 a comuna tinha 58 habitantes (densidade: 11,1 hab./km²).